# Call Me Fitz
Call Me Fitz ou Fitz au Québec est une série télévisée canadienne en 48 épisodes de 30 minutes, créée par Sheri Elwood et diffusée du 19 septembre 2010 au 2 décembre 2013 sur HBO Canada pour les trois premières saisons, puis sur The Movie Network et Movie Central.
Au Québec, la série est diffusée depuis le 11 mai 2011 sur AddikTV et en France, depuis le 6 mai 2012 sur Série Club. Elle reste toutefois inédite dans les autres pays francophones.

## Synopsis
Richard « Fitz » Fitzpatrick est un vendeur de voitures d’occasions dont la vie va changer avec l’arrivée d’un nouveau vendeur, le bien-pensant Larry, qui se prétend être la conscience de Fitz, et qui va devenir son alter ego.

## Distribution

### Acteurs principaux
- Jason Priestley (VQ : Martin Watier) : Richard « Fitz » Fitzpatrick
- Ernie Grunwald (en) (VQ : Frédéric Paquet) : Larry
- Peter MacNeill (VQ : Vincent Davy) : Ken Fitzpatrick
- Kathleen Munroe (VQ : Mélanie Laberge) : Ali Devon
- Tracy Dawson (en) (VQ : Manon Leblanc) : Meghan Fitzpatrick
- Donavon Stinson (en) (VQ : Louis-Philippe Dandenault) : Josh McTaggart
- Brooke Nevin (VQ : Ariane-Li Simard-Côté) : Sonja Lester

### Acteurs récurrents
- Huse Madhavji (en) (VQ : Philippe Martin) : Ruptal 1
- Shaun Shetty (en) (VQ : Nicholas Savard L'Herbier) : Ruptal 2
- Amy Sloan (en) : Dot Foxley
- Jonathan Torrens (VQ : François Trudel) : Chester Vince
- Gillian Ferrier (VQ : Kim Jalabert) : Kara
- Joanna Cassidy (VQ : Claudine Chatel) : Elaine Fitzpatrick
- Phyllis Ellis (VQ : Élise Bertrand) : Babs Dalton
- Gabrielle Miller (VQ : Michèle Lituac) : Melody Gray
- Michael Gross : Pat Childs (saison 4)
Version française
  - Société de doublage : Technicolor Services Thomson[4] (Montréal, Québec)
  - Direction artistique : Nicolas Charbonneaux-Collombet et Claudine Chatel[4]
  - Adaptation des dialogues : Marc Bacon et Isabelle Neyret (saison 1) ; David Axelrad et Isabelle Neyret (saison 2)

 Source et légende : version québécoise (VQ) sur Doublage.qc.ca

## Production

### Développement
Le 15 juin 2010, la série a été renouvelée pour une deuxième saison de treize épisodes.
En septembre 2011, la production de la série s'est poursuivie pour démarrer la troisième saison dans le New Minas, en Nouvelle-Écosse, au Canada sans qu'une annonce officielle soit faite.
Le 19 décembre 2011, la troisième saison, composée de treize épisodes, a été officialisée.
Le 30 avril 2012, la série a été renouvelée pour une quatrième saison de dix épisodes.

### Casting
L'acteur Michael Gross (vu dans Larry et son nombril, Drop Dead Diva, How I Met Your Mother ou Psych : Enquêteur malgré lui) a obtenu un rôle récurrent lors de la quatrième saison de la série.

### Tournage
La série est tournée à New Minas (Nouvelle-Écosse), au Canada.

### Fiche technique
- Titre original et français : Call Me Fitz
- Titre québécois : Fitz
- Création : Sheri Elwood (en)
- Réalisation : Sheri Elwood, Jason Priestley, James Genn, Scott Smith, James Alodi, Michael DeCarlo, Shawn Thompson
- Scénario : Sheri Elwood, Dennis Heaton, Kyle Muir, Adriana Maggs, Heidi Gerber, Jeff Detsky, Matt MacLennan, Ari Posner
- Direction artistique : Ewen Dickson
- Décors : William Fleming
- Costumes : Kate Rose
- Photographie : David Greene
- Montage : Thorben Bieger et Kimberlee McTaggart
- Musique : Dylan Heming et Richard Pell
- Casting : Jon Comerford et Lisa Parasyn
- Production : Jason Priestley, Matt MacLennan ; Pat Bullard (consultant)
  - Production exécutive : Sheri Elwood, Teza Lawrence, Michael Souther, Machael Rosenberg, Laszlo Barna, Gilles Bélanger, Noreen Halpern, DavidMacLeod, John Morayniss ; Dennis Heaton et Ari Posner (coproducteur exécutif)
- Société de production : E1 Entertainment, Amaze Film + Television et Big Motion Pictures
- Société de distribution : HBO Canada, The Movie Network et Movie Central (télévision - Canada)
- Pays d'origine :  Canada
- Langue originale : anglais
- Format : couleur - 1,78:1
- Genre : Sitcom
- Durée : 26 minutes

 Sauf indication contraire, les informations mentionnées dans cette section peuvent être confirmées par la base de données cinématographiques IMDb,  présente dans la section « Liens externes ».

## Épisodes

### Première saison (2010)
1. L'Éveil de la conscience (The Pilot)
2. Ciao Dinguo (Loco)
3. P'tite Maman (Mama)
4. L'Arnaqueuse (Long Con Silver)
5. Sexe, Bagnoles et Vidéo (The Back End)
6. Maladie d'amour (Going Down Syndrome)
7. Le Scaphandre et la Chenille (The Diving Bell and the Barbara)
8. Sus à la belle-fille ! (Married to the Mom)
9. Les Bons Côtés du matricide (The Upside of Matricide)
10. Pour tout l'or du rein (The Kidney Stays in the Picture)
11. La Nuit du sniper (This Business Has Been Homicide Free for Days)
12. Franchise, Intégrité et Faible Kilométrage, première partie (Honesty, Integrity and Low Mileage: Part One)
13. Franchise, Intégrité et Faible Kilométrage, deuxième partie (Honesty, Integrity and Low Mileage: Part Two)

### Deuxième saison (2011)
Elle a été diffusée du 25 septembre au 11 décembre 2011 sur HBO Canada.
1. Les Fesses du destin (Ass Hickey)
2. Sortir du placard (Fuck Memories)
3. Le Roi des retardés (Don of the Differently Abled)
4. Mon cimetière indien perso (My Own Private OKA)
5. Problème pubien (Public Disturbance)
6. Qu'on m'apporte le pied de Dexter Laine (Bring Me the Feet of Dexter Laine)
7. Réunion de famille dysfonctionnelle (Dysfunctional Family Circus)
8. L'Héritage du vieux (Heir of the Dog)
9. Innocent jusqu'à preuve du contraire (Repo Wedding)
10. Mais est-ce que les amish pratiquent la fellation ? (How Do You Say Blow Job in Pennsylvania Dutch?)
11. Fureur de survivre (Revel Without Applause)
12. Au ciel, il n'y a pas de bière (Hell Hath No Drink Limit)
13. C'est quoi, une foutue lune gibbeuse ? (What the Fuck Is a Beaver Moon?)

### Troisième saison (2012)
Elle a été diffusée du 23 septembre au 2 décembre 2012 sur HBO Canada, au Canada.
1. J'emmerde la mairie (Fuck City Hall)
2. Fiction 30 % moins pulpeuse (Thirty Percent Less Pulp Fiction)
3. Puceau mourir (The Virgin Homo-cide)
4. Ethnique man, de la gloire au déclin (The Rise and Fall of Ethnic Man)
5. Séduire le vote féminin (Fuck the Vote)
6. La Semence-gate (Semen Gate)
7. Le Cadavre exquis de Meghan Fitzpatrick (The Totally Legitimate Death of Meghan Fitzpatrick)
8. Dieu, vous êtes là ? Je dois parler à Frank (Are You There God? I Need to Speak to Frank)
9. Teetotal Recall (Teetotal Recall)
10. Apoca-Fitz (Apoca' Smokes Now)
11. Et le bébé… merde !, première partie (And Baby Makes… Fuck!: Part One)
12. Et le bébé… merde !, deuxième partie (And Baby Makes… Fuck!: Part Two)

### Quatrième saison (2013)
Elle a été diffusée du 7 octobre au 2 décembre 2013 sur Movie Central et The Movie Network, au Canada.
1. Alice ne vit plus ici (Alice Doesn't Live Here, Anymore)
2. Le Premier Bordel du bébé (Baby's First Brothel)
3. Où est passé ce poupon ? (Raising What's-His-Name)
4. Le Coup du Polanski (Pulling a Polanski)
5. Soirée bien arrosée et disparition inexpliquée (It's All Fun and Games Until Someone Loses a Fitz)
6. O-rigines (O-Rigins)
7. Le Dur constat de la vérité (The Hard Wiener of Truth)
8. Amour fraternel (Brotherly Love)
9. Noël chez les Fitzpatrick, première partie (A Very Special Fitzmas: Part One)
10. Noël chez les Fitzpatrick, deuxième partie (A Very Special Fitzmas: Part Two)

## Accueil

### Distinctions

#### Récompenses
La série a été récompensée par des prix canadiens consacrés à la télévision. La série, nommée dans 16 catégories, a remporté 7 trophées, dont :
- Prix Gemini 2010
  - Meilleure actrice dans une comédie pour Tracy Dawson
  - Meilleur scénario
- Canadian Comedy Awards 2011 : Meilleur acteur dans une comédie pour Jason Priestley
- 51e festival de télévision de Monte-Carlo 2012 : Meilleure série comique pour Call Me Fitz[14]